# 杨兴
杨兴（?—?），中国西汉政治人物。
杨兴以才能被选用，历任长安令、谏大夫。他与贾捐之相友善。他们两个人互相以才能标榜，贾捐之称杨兴可任京兆尹，杨兴则推贾捐之才能堪任尚书令。贾捐之曾多次说宦官中书令石显的短处，杨兴认为石显专权，须迎合皇帝之意，方可得官。于是二人合谋试图以共同奏荐中书令石显，又由贾捐之上书荐举杨兴试守京兆尹。事情为石显发觉，石显奏明汉元帝，以他们心怀诈伪、更相荐誉、泄漏宫中言语的罪名，两人被下狱。贾捐之被诛，杨兴被减死罪一等，髡钳为城旦。汉成帝时，杨兴官至部刺史。